# Jharoda Majra Burari
Jharoda Majra Burari is een census town in het district Centraal-Delhi van het Indiase unieterritorium Delhi.

## Demografie
Volgens de Indiase volkstelling van 2001 wonen er 13.301 mensen in Jharoda Majra Burari, waarvan 56% mannelijk en 44% vrouwelijk is. De plaats heeft een alfabetiseringsgraad van 66%.